# Asociación Nacional de la Prensa
La Asociación Nacional de la Prensa (ANP) es la asociación de empresas editoras de medios escritos de Chile.
Actualmente agrupa a 56 diarios y 18 revistas. Es miembro del CONAR (Consejo de Autorregulación y Ética Publicitaria).

## Historia
Fue creada el 26 de abril de 1951, y sus miembros fundadores fueron La Unión de Valparaíso, El Mercurio, La Nación, las empresas El Sur de Concepción y Editorial Zig-Zag, la Sociedad Periodística de Chile (El Diario Ilustrado) y la Sociedad Periodística del Sur.
En noviembre de 1953 se le une la Agrupación de la Prensa (conocida también como la Agrupación Chilena de la Prensa o Agrupación Nacional de la Prensa), creada en 1951 y conformada por el  Consorcio Periodístico de Chile S.A (Copesa), los diarios Las Noticias de Última Hora, Las Noticias Gráficas, El Debate, El Imparcial, El Siglo y la revista Vistazo.
En octubre de 2001 se crea la Fundación de la Prensa. En 2004, junto con la ACHAP y ANDA, crean el Sistema de Verificación de Circulación y Lectoría (SVCL).

## Asociados

### Periódicos nacionales
- El Mercurio
- La Tercera
- Las Últimas Noticias

### Periódicos locales
- La Estrella de Arica
- La Estrella de Iquique
- La Estrella de Tocopilla
- El Mercurio de Calama
- La Estrella del Loa (Calama)
- El Mercurio de Antofagasta
- La Estrella de Antofagasta
- El Diario de Atacama (Copiapó)
- Chañarcillo (Copiapó)
- El Día (La Serena)
- El Ovallino (Ovalle)
- El Observador (Quillota)
- La Estrella de Quillota
- El Mercurio de Valparaíso
- La Estrella de Valparaíso
- Puente Alto al Día
- El Líder de San Antonio
- El Labrador (Melipilla)
- El Líder de Melipilla
- El Rancagüino (Rancagua)
- El Tipógrafo (Rancagua)
- La Prensa (Curicó)
- Diario Talca (Talca)
- El Heraldo (Linares)
- Crónica Chillán
- El Sur (Concepción)
- La Estrella de Concepción
- Diario Concepción
- La Tribuna (Los Ángeles)
- Las Noticias de Malleco (Victoria)
- El Austral de Temuco
- El Austral de Los Ríos (Valdivia)
- El Austral de Osorno
- El Heraldo Austral (Puerto Varas)
- El Llanquihue (Puerto Montt)
- La Estrella de Chiloé (Castro)
- El Divisadero (Coyhaique)
- La Prensa Austral[a] (Punta Arenas)
- El Pingüino (Punta Arenas)

### Periódicos gratuitos
- HoyxHoy
- Publimetro

### Periódicos digitales
- Chócale
- El Líbero
- Ex-ante
- La Cuarta
- The Clinic
- El Centro (Talca)
- Diario de Valdivia (Valdivia)
- Diario de Osorno (Osorno)
- Diario Regional Aysén (Coyhaique)

### Otros periódicos
- Diario Financiero (Negocios)
- La Segunda (Vespertino)

## Presidentes
Presidentes de la ANP han sido:
- Alfredo Silva Carvallo (1951-1952, director de La Unión de Valparaíso)
- Heriberto Horst (1952-1954, de la Empresa Editora Zig-Zag)
- Germán Picó Cañas (1954-1975, de La Tercera); Secretario General: Raúl Fernández Longe (1959-1972)
- Sergio Mujica Lois (1975-1976)
- Carlos Paul Lamas (1976-1980)
- [Sergio Araos Bruna (1980-1984)
- Carlos Paul (1984-1988)
- Roberto Pulido Espinosa (1988-1992)
- Carlos Paul (1992-1996)
- Cristián Zegers Ariztía (1996-2000)
- Carlos Schaerer Jiménez (2000-2004)
- Juan Luis Sommers Comandari (2004-2008)
- Guillermo Turner Olea (2008-2010)
- Álvaro Caviedes Barahona (2010-2014)
- Ricardo Hepp Kuschel (2014-2016)
- Ricardo Hepp Kuschel (2016-2018)
- Juan Jaime Díaz Cauquelin (2018-2020)
- Juan Jaime Díaz Cauquelin (2020-a la fecha)